# دانشگاه وینزبورگ
دانشگاه وینزبورگ یک دانشگاه خصوصی در وینزبورگ، پنسیلوانیا است. این دانشگاه در سال ۱۸۵۰ تأسیس شد و رشته‌های کارشناسی و کارشناسی ارشد را در بیش از ۷۰ مرکز دانشگاهی ارائه می‌دهد.این دانشگاه بیش از ۲۵۰۰ دانشجو از جمله حدود ۱۸۰۰ دانشجو در مقطع کارشناسی ثبت نام می‌کند. این دانشگاه در تپه‌های جنوب غربی پنسیلوانیا واقع شده‌است و همچنین دارای امکاناتی در منطقه بزرگ پیتسبورگ است. این دانشگاه توسط کمیسیون آموزش عالی ایالات میانه معتبر شناخته شده‌است.

## امکانات دانشگاه[۴][۵]
- دانشکده‌ها
- دفاتر اداری
- یک نمازخانه
- یک مرکز هنرهای نمایشی
- سالن بدنسازی با زمین بسکتبال و والیبال و رینگ کشتی
- یک کتابخانه
- یک موزه
- یک آزمایشگاه
- یک مرکز دانشجویی
- یک سالن غذاخوری
- تالارهای اقامتی
- یک مرکز تناسب اندام
- زمین‌های تنیس
- یک زمین بیسبال
- یک استادیوم فوتبال
- یک ایستگاه تلویزیونی
- یک ایستگاه رادیویی
- یک آژانس روزنامه